# Das Haus Anubis: Pfad der 7 Sünden
Das Haus Anubis – Pfad der 7 Sünden (en españolː La Casa de Anubisː el sendero de los 7 pecados) es una película alemana del 2012, basada en la serie de televisión Das Haus Anubis. Está dirigida por Jorkos Damen, y escrita por Hans Bourlon, Elke de Gezelle, y Gert Verhulst. Fue estrenada el 19 de abril de 2012. 

## Argumento
Después de que Daniel (Daniel Wilken) le compró a su novia Nina (Kristina Schmidt) un anillo que demuestra su amor infinito por ella, sin embargo este abre un portal mágico a un mundo fantástico y medieval. Nina es secuestrada por el misterioso caballero romano y Daniel los sigue junto con a sus amigos. Para salvar a Nina hay que cruzar el peligroso "Sendero de los 7 pecados". Hay peligros y siete enigmas difíciles de los 7 pecados mortales. Todos sus amigos del internado lo ayudan con esto.    

## Crítica
El corte de fantasía desarrollado de forma estereotipada y estática utiliza modelos de género relevantes, sin poner algo independiente en sus pies.
Lexikon des internationalen Films

Y de nuevo, un formato serial exitoso que se atreve a saltar al cine. Pero, como suele suceder, este intento parece estar superado y extendido demasiado en la longitud de la función. Las ideas del mundo de fantasía son tan conocidas como el resultado de la historia. Después de todo, todo está bien hecho para una coproducción germano-belga. Eso no es muy emocionante, pero los fanáticos de la serie deberían estar medio satisfechos.
Prisma

## Producción
El 9 de mayo de 2011, se anunció que habrá una película. El rodaje, que tuvo lugar en Bélgica, comenzó el 3 de mayo de 2011 y duró hasta julio del mismo año.
En la película, el papel de Felix Gaber es interpretado por Florian Prokop, aunque en la serie, desde el noviembre de 2011, por Mitja Lafere. 

## Lanzamiento
La película se estrenó el 19 de abril de 2012 en los cines alemanes. En el primer fin de semana, la película fue vista por 35,000 espectadores. La película fue estrenada como novela, radio, audiolibro y DVD. 

## Música
Como se anunció anteriormente en la revista Anubis, la canción "Pfad der 7 Sünden" se volvió a grabar para la película. La canción, que fue interpretada por Marc Dumitru, se lanzó el 23 de marzo de 2011 junto con la canción Du (interpretada por Schmidt) como single.